# Reserva estatal Basut-Chay
La reserva estatal Basut-Chay o Besitchay (en azerí, Bəsitçay dövlət təbiət qoruğu) es una reserva natural establecida sobre una superficie de 107 hectáreas en 1974 para preservar y proteger el excepcional platanero oriental. La reserva abarca la superficie alrededor del Besitchay de la parte sureste del Pequeño Cáucaso.

## Plataneros
Los plataneros forman 93,5% de la zona de la reserva estatal Basut-Chay. De media, los plataneros viven durante 170 años. Sin embargo, pueden encontrarse árboles de 1.200-1.500 años de edad, 50 metros de altura y 4 metros de diámetro. 
La reserva estatal Basut-Chay está ocupada por fuerzas armenias y no está activa en la actualidad. 